# Бесіана Кадаре
Бесіана Кадаре (алб. Besiana Kadare; нар. 1972, Тирана) — албанський дипломат, надзвичайний і повноважний постійний представник Албанії при ООН, віцепрезидент 75-ї сесії Генеральної Асамблеї ООН і посол Албанії на Кубі. З 2011 до 2016 рік — надзвичайний і повноважний посол Албанії та постійний представник при ООН з питань освіти, науки та культури (ЮНЕСКО) у Парижі. Донька письменників Гелени Кадаре та Ісмаїла Кадаре.

## Молодість й освіта

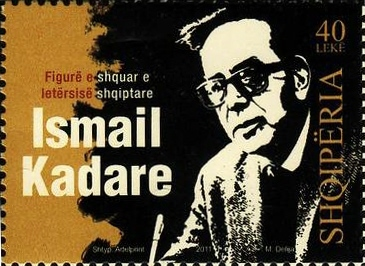
Батько Бесіани, письменник Ісмаїл Кадаре, на албанській поштовій марці.

Дочка письменників Гелени Кадаре й Ісмаїла Кадаре.
Здобула ступінь магістра з сучасного та порівняльного літературознавства та спеціальний диплом про вищу освіту з сучасного спеціального літературознавства в університеті Париж-IV у Парижі, Франція.

## Кар'єра
Обіймала посаду першого секретаря постійного представництва Албанії при ООН у Нью-Йорку з 2002 до 2005 рік. Повернулася до Албанії 2005 року, щоб працювати в Агентстві США з міжнародного розвитку (USAID).
2008 року служила у посольстві Албанії у Франції.
З 2011 до 2016 рік працювала надзвичайним і повноважним послом Албанії та постійним представником Організації Об'єднаних Націй з питань освіти, науки і культури (ЮНЕСКО) у Парижі.

### Постійний представник Албанії при ООН
Кадаре вручила вірчі грамоти Генеральному секретарю ООН Пан Гімуну 30 червня 2016 року і з того часу є надзвичайним і повноважним послом Албанії при ООН у Нью-Йорку. Стала першою жінкою-послом Албанії в ООН за 65 років членства країни в ООН. Одночасно призначена послом Албанії на Кубі.
У жовтні 2017 року на засіданні Ради безпеки ООН Кадаре заявила, що залучення жінок до запобігання конфліктам і мирних процесів залишається незначним, жінки залишаються осторонь під час мирних переговорів, навіть якщо вони й присутні, оскільки завжди керують і вирішують чоловіки, коли і як помиритися. Вона закликала держави-члени посилити свою відданість за повну інтеграцію жінок у порядок денний миру та безпеки.
2018 року Албанія з мусульманською більшістю спільно з Італією з католицькою більшістю та Ізраїлем з єврейською більшістю організувала захід в ООН, на якому вперше відсвяткували переклад Талмуда італійською мовою. Кадаре висловила думку: «Такі проєкти, як переклад Вавилонського Талмуду, відкривають нову смугу міжкультурного та міжконфесійного діалогу, даючи надію та розуміння між людьми, правильні інструменти для боротьби з упередженнями, стереотипним мисленням та дискримінацією. Роблячи це, ми вважаємо, що зміцнюємо нашу соціальні традиції, мир, стабільність — і ми також протидіємо насильницьким екстремістським тенденціям».
У січні 2019 року Кадаре від імені Албанії разом з Світовим єврейським конгресом та Департаментом глобальних комунікацій ООН провела захід «Історія людства: порятунок євреїв в Албанії». Вона виступила на брифінгу в ООН «Пам'ять про Голокост: вимагайте та захищайте свої права людини», присвяченому Міжнародному дню пам'яті жертв Голокосту та розмірковуючи про геноцид шести мільйонів європейських євреїв під час Другої світової війни та маловідому історію албанців під час Голокосту в Албанії, які прийняли тисячі євреїв, які могли потрапити у нацистські табори смерті.
У грудні 2019 року Кадаре назвав рішення присудити Нобелівську премію з літератури 2019 року австрійському письменнику Петеру Гандке, якого багато хто вважає ревізіоністом, «ганебним».
Виступаючи у травні 2021 року на Генеральній асамблеї ООН, закликаючи до припинення вогню через спалах бойових дій між Газою та Ізраїлем, Кадаре сказала: «Невибірковий ракетний обстріл цивільних районів з боку ХАМАСу й інших терористичних груп є абсолютно неприйнятним. Це має припинитися. Немає жодного виправдання для нападу на цивільне населення без розбору, як і всі країни світу у світі вкрай важливо, щоб це право на самозахист здійснювалося пропорційно та в повній відповідності до міжнародного права».
11 червня 2021 року Албанія стала членом Ради Безпеки ООН на дворічний термін у 2022—2023 роках. Кадаре сказала, що пріоритети Албанії в Раді Безпеки включатимуть увагу до жінок, миру та безпеки, просування прав людини та міжнародного права, запобігання конфліктам, захист цивільного населення, протидія насильницькому екстремізму, розв'язання проблеми зміни клімату та її зв'язку з безпекою, а також посилення багатосторонності і ліберального міжнародного порядку. Вона подякувала всім країнам, які «довірили цю величезну відповідальність».

#### Віцепрезидент Генеральної Асамблеї ООН
У червні 2020 року на її 75-й сесії Кадаре обрана віцепрезидентом Генеральної Асамблеї ООН.

## Інші види діяльності
- Віцепрезидент виконавчої ради Управління ООН з обслуговування проєктів[22].
- Фонд ООН у галузі народонаселення, віцепрезидент виконавчої ради[23].